# Ère Jōhō
L'ère Jōhō (en japonais: 承保)  est une des ères du Japon (年号, nengō, littéralement « le nom de l'année ») suivant l'Enkyū et précédant l'ère Jōryaku s'étendant du mois d'août 1074 au mois de novembre 1077. L'empereur régnant était Shirakawa-tennō (白河天皇).

## Changement de l'ère
- 30 janvier 1074 Jōhō gannen (承保元年?) : Le nom de la nouvelle ère est créé pour marquer un événement ou une série d'événements. L'ère précédente se termine là où commence la nouvelle, en Enkyū 6, le 23e jour du 8e mois de 1074[1].

## Événements de l'ère Jōhō
- Jōhō gannen (承保元年) ou Jōhō 1 (1074):
- 1074 (Jōhō 1, 1er mois) : Le dainagon Minamoto- no Takakune demande à être relevé de ses fonctions à cause de son âge. Il a 71 ans et veut se retirer à Uji. Durant sa retraite il reçoit la visite de nombreux amis avec lesquels il poursuit ses recherches sur l'histoire du Japon. Il en rassemble les résultats dans un livre[2].
- March 7, 1074 (Jōhō 1, 7e jour du 2e mois) : L'ancien régent kampaku Fujiwara no Yorimichi meurt à l'âge de 83 ans. À la même époque, sa sœur, la veuve de l'empereur, meurt à l'âge de 87 ans[2].
- 25 octobre 1074 (Jōhō 1, 3e jour du 10e mois) : L'impératrice Jōtō-mon In meurt à l'âge de 87 ans[3].

| Jōhō      | 1er  | 2e   | 3e   | 4e   |
| Grégorien | 1074 | 1075 | 1076 | 1077 |